# Wymyk

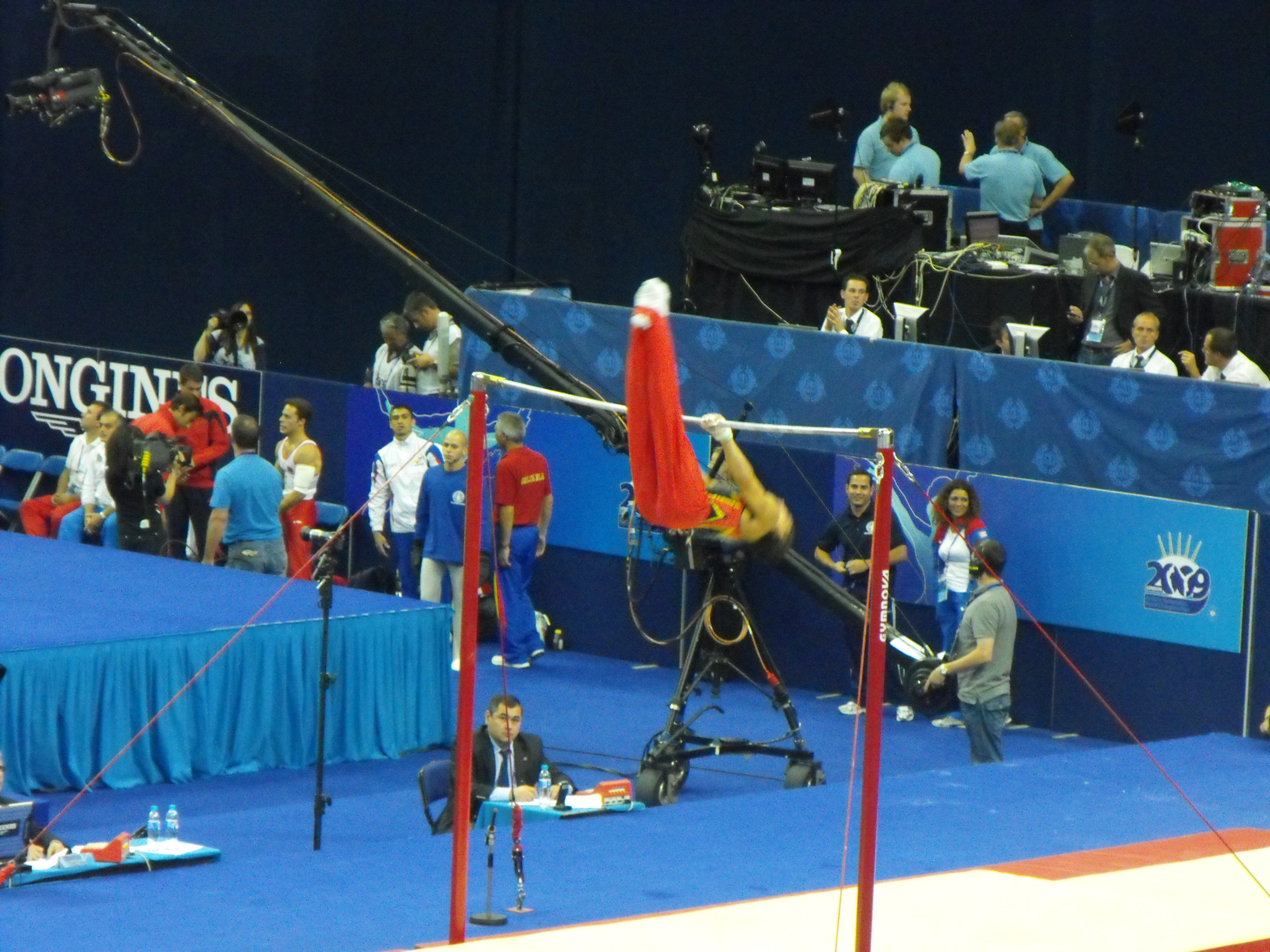
Fragment ewolucji akrobatycznej, zbliżony do pierwszej fazy wymyku na drążku

Wymyk – jedno z popularnych ćwiczeń gimnastycznych na drążku, przejście z półzwisu (zwisu) do podporu przodem (tyłem) przez przeniesienie nóg i środka ciężkości ciała ponad osią chwytu ramion (obrót ciała wokół osi poprzecznej nóg w przód).
Ćwiczeniem odwrotnym do wymyku jest odmyk, czyli to przejście z podporu do zwisu, gdzie ruch odbywa się przewrotem w przód wokół trzymanego rękoma drążka.